# Doubt the World
「Doubt the World」（ダウト・ザ・ワールド）は、栗林みな実の通算28作目のシングル。
2012年11月28日にavex entertainmentから発売された。

## 概要
テレビアニメ『トータル・イクリプス』の後期オープニングテーマ。畑亜貴が表題曲の作詞を手掛けるのは「冥夜花伝廊」以来。『トータル・イクリプス』の世界観を反映した「温かい感じの歌」で、曲調が「かっこいい」ことから攻める気持ちで歌ったという。
PVは光をテーマとしたものと白からグレーの世界へ倒れる2つのモードで構成されている。栗林は撮影について、前者は失明の可能性もあることから、光を見ずにカメラを直視し、後者は過去に高いところから倒れる仕事をしていたことも手伝い、撮影が上手くいったためスタッフから褒められた、と述べている。
「トータル・イクリプス盤」、「アーティスト盤」、「通常盤」の3形態リリースで、「通常盤」を除く2形態にのみDVDが付属。「トータル・イクリプス盤」のジャケットには、ユウヤ・ブリッジスと篁唯依のイラストが描かれている。

## 収録曲
（全編曲：山下洋介）
1. Doubt the World [4:19]
作詞：畑亜貴、作曲：山下洋介
  - テレビアニメ『トータル・イクリプス』後期オープニングテーマ
2. snow story [5:01]
作詞・作曲：栗林みな実
3. Doubt the World (Instrumental)
4. snow story (Instrumental)

DVD（トータル・イクリプス盤）
- アニメトレーラー映像

DVD（アーティスト盤）
- Doubt the World (Music Video)